# Museo archeologico nazionale di Muro Lucano
Il Museo archeologico nazionale di Muro Lucano è un museo archeologico dedicato alla Lucania nord-occidentale, situato nel comune omonimo della provincia di Potenza. Fa parte della rete museale della Direzione Generale Musei Basilicata.

## Storia e descrizione
Situato in posizione sopraelevata verso la Ripe, il museo si trova nella parte antica del borgo, all'interno del Seminario vescovile, un palazzo storico cinquecentesco più volte rimaneggiato e restaurato dopo il terremoto dell'Irpinia.
Inaugurato nel 2008 dopo cinque anni di lavori, il museo archeologico è nato con lo scopo di presentare al pubblico la storia del territorio compreso tra i torrenti Marmo, Platano e Melandro, nella zona nord-ovest della Basilicata al confine con la Campania.
Su una superficie di quasi 1000 m2 suddivisa su tre livelli è esposta la collezione di reperti rinvenuti durante gli scavi realizzati dalla Soprintendenza per i Beni Archeologici di Muro Lucano a partire dal 1980.  Tra i reperti figurano anfore, elmi, mosaici e corredi funerari.
Il percorso museale si sviluppa per sezioni tematiche:
1. "Dalla Terra alle Genti: I Peuketiantes", sezione dedicata alla necropoli arcaica di Baragiano e ala tomba della contrada di SS. Concezione,
2. "Un popolo guerriero: i Lucani", sezione dedicata al centro di Raia San Basilio, al Santuario di Satriano e al santuario di Fontana Bona di Ruoti,
3. "... E ora i Lucani sono Romani", sezione intitolata come un passo di Strabone e dedicata alla romanizzazione,
4. "Momenti di vita in una villa romana imperiale", sezione dedicata alle numerose ville romane presenti nella zona,
5. "Mestiere dell’Archeologo", sezione dedicata alla figura dell'archeologo e al lavoro che esso svolge.

## Attività
Il Museo archeologico nazionale ospita incontri e attività didattiche e fino al 2019 ha ospitato mostre temporanee.